# Sergej Lazarev
Sergej Vjatsjeslavovitsj Lazarev (Russisch: Серге́й Вячеславович Лазарев) (Moskou, 1 april 1983) is een Russisch zanger, danser en acteur.

## Biografie
Lazarev begon zijn zangcarrière als negenjarige bij het kinderkoor Lokteus. Hij speelde in diverse musicals, en deed mee aan zangwedstrijden en televisieprogramma's in Rusland. In september 1996 won hij de eerste prijs bij het Italiaanse programma Bravo, bravissimo. Lazarev studeerde aan de theaterschool van het Moskous Kunsttheater (2000-2004). Als student speelde hij hoofdrollen in producties van het Poesjkinskitheater. In 2005 speelde hij in de muzikale komedie Lend me a tenor en won daarvoor vijf theaterprijzen.
In 2001 richtte Lazarev met Vlad Topalov de boyband Smash!! op. De twee gingen kort na de release van hun tweede album in 2004 uit elkaar. In november 2005 startte Lazarev zijn solocarrière; hij nam met de Britse producer Brian Rawling het album Do not fake op, dat in Rusland meer dan 300.000 keer werd verkocht. Later volgden de albums TV show (2007), Electric touch (2010) en Lazarev (2013). Hij werd vierde bij de nationale voorrondes voor het Eurovisiesongfestival 2008.
In 2014 was hij te zien als coach bij Holos Krainy, de Oekraïense versie van The Voice.
In 2015 verscheen The Best, een compilatiealbum met een Engelse en Russische versie. Hij werd in dat jaar uitgeroepen tot zanger van het jaar tijdens de uitreiking van de Russische nationale muziekprijzen, waarbij werd aangekondigd dat hij het land zou vertegenwoordigen op het Eurovisiesongfestival 2016 in Stockholm. Op 5 maart 2016 werd zijn lied You are the only one gepresenteerd. Lazarev won de eerste halve finale en behaalde in de finale vervolgens de derde plaats.
In 2019 nam hij met het lied Scream opnieuw deel aan het Eurovisiesongfestival. Hij werd zesde in de tweede halve finale en eindigde in de finale opnieuw op de derde plaats.

## Discografie

### Met Smash!!
- 2003: Freeway
- 2004: 2nite

### Soloalbums
- 2005: Don't be fake
- 2007: TV show
- 2010: Electric touch
- 2012: Lazarev

### Compilaties
- 2015: The best (Russische en Engelse versie)

### Singles
| Single met hitnotering(en) in de Vlaamse Ultratop 50 | Datum van verschijnen | Datum van binnenkomst | Hoogste positie | Aantal weken | Opmerkingen                          |
| ---------------------------------------------------- | --------------------- | --------------------- | --------------- | ------------ | ------------------------------------ |
| You are the only one                                 | 2016                  | 21-05-2016            | tip22           | -            | Inzending Eurovisiesongfestival 2016 |
| Scream                                               | 2019                  | 25-05-2019            | tip             | -            | Inzending Eurovisiesongfestival 2019 |

## Foto's

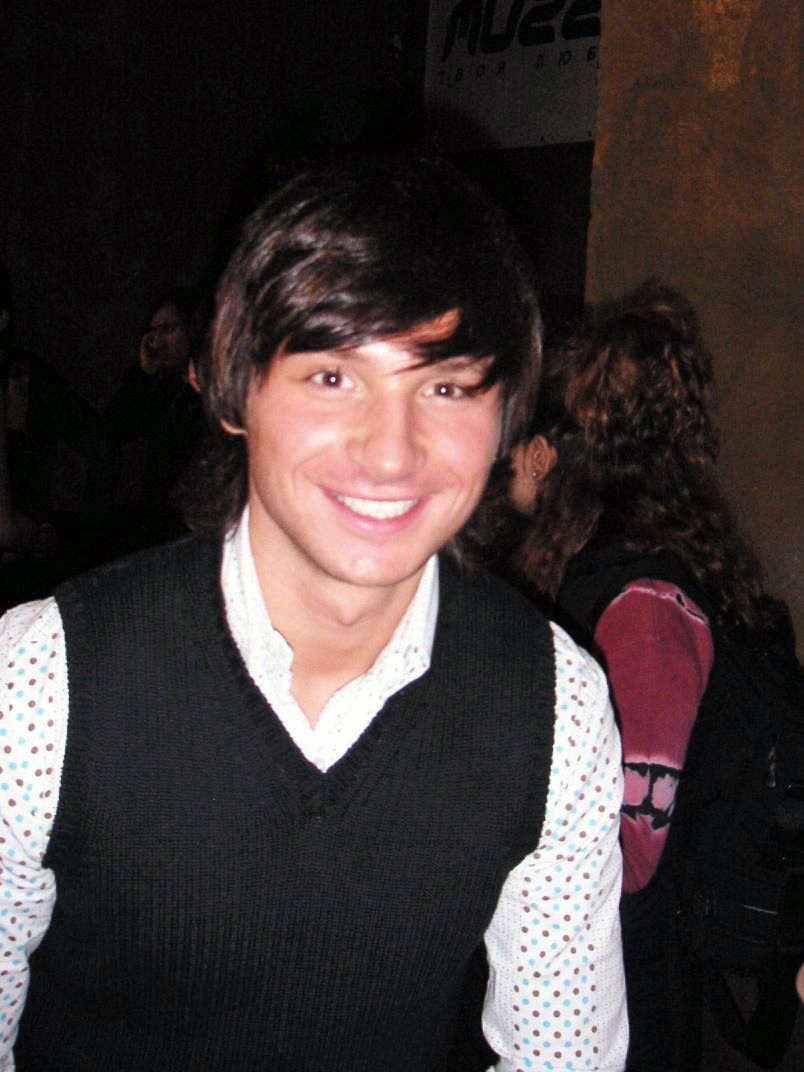
2005
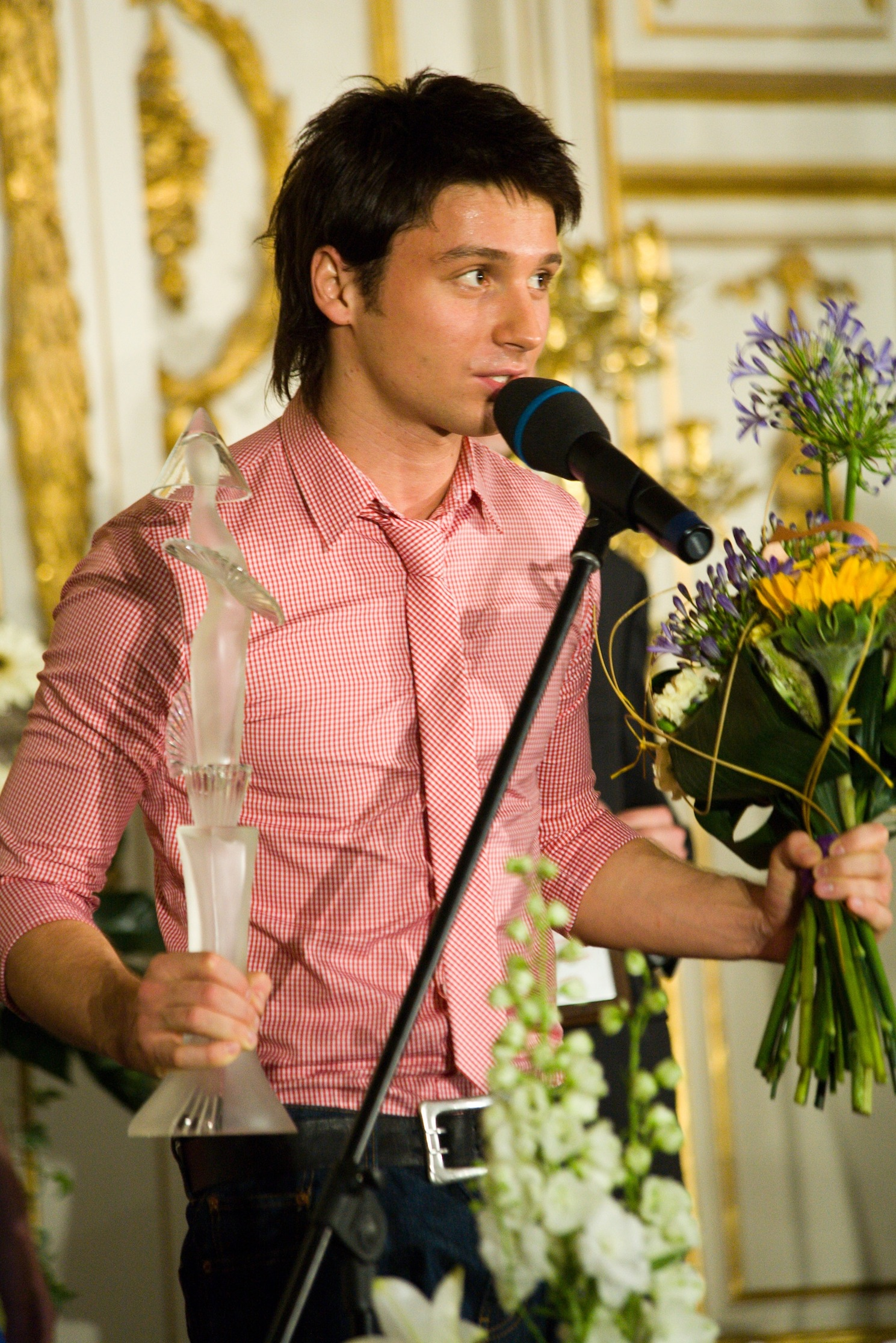
2006
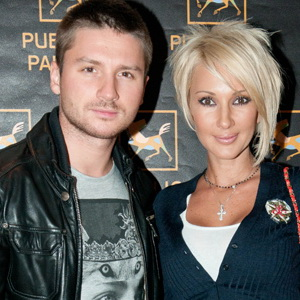
2010
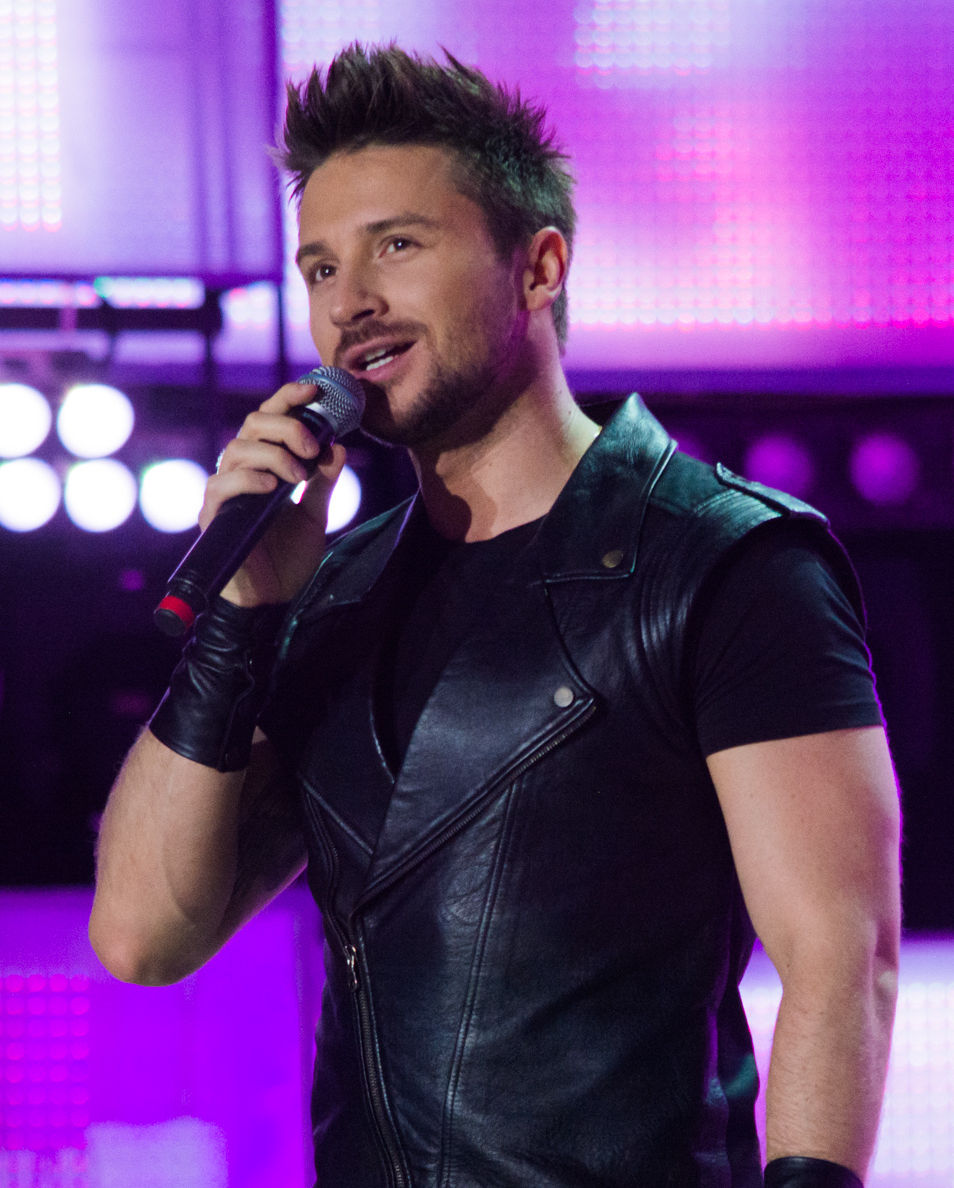
2015
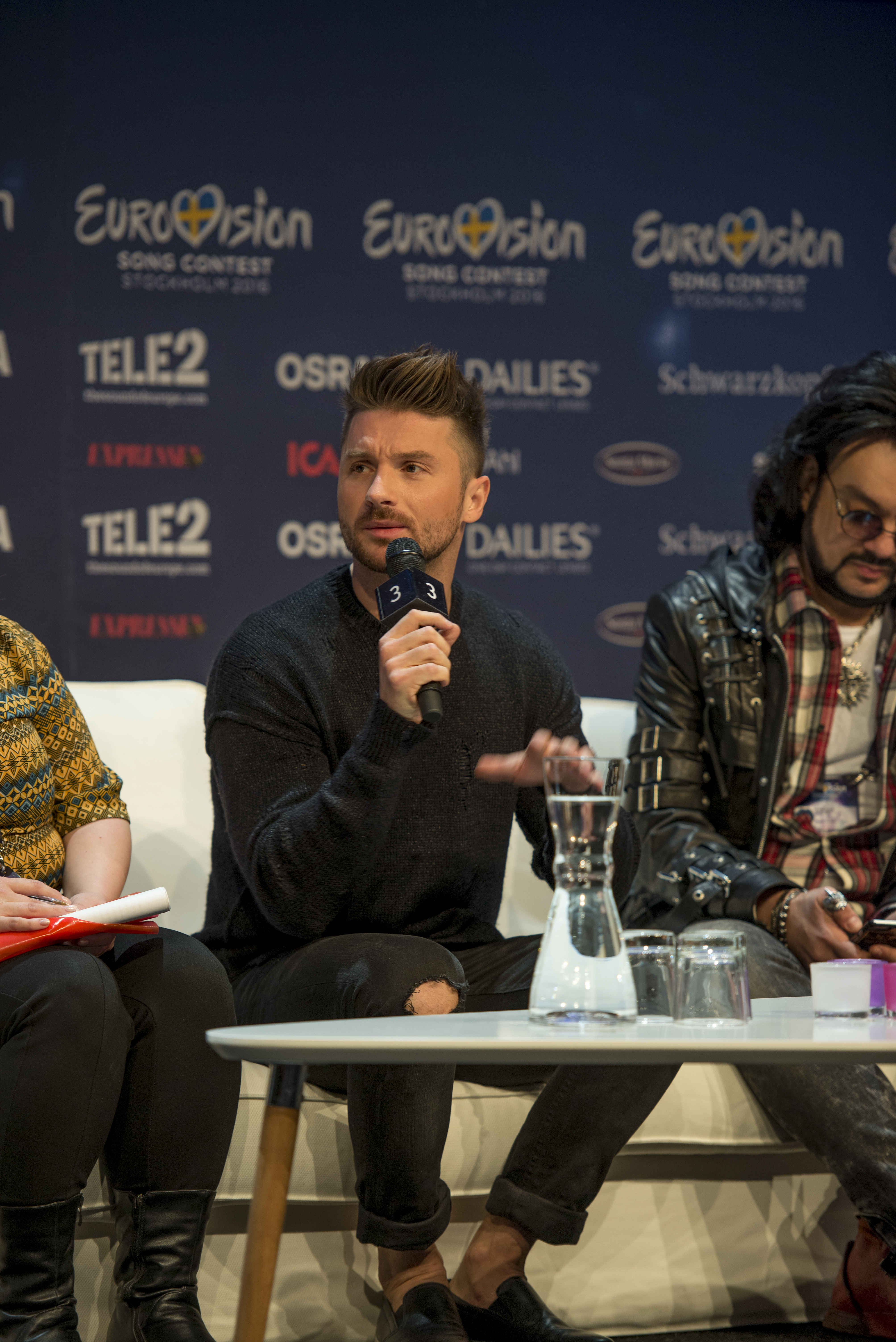
2016